# صامت نقري
في الفونولوجيا الصامت النقري أو الصامت المُسْتَلّ هو نوع من الحروف الصامتة أو الصوامت الذي يتم إنتاجه بواسطة انكماشة عضلية واحدة بحيث أن مخرج نطق معين (مثل اللسان) يرتمي مقابل مخرج  آخر.

## وصلات خارجية
- الصوتيات و الصوامت النقرية